# Ledeč nad Sázavou
Ledeč nad Sázavou é uma cidade checa localizada na região de Vysočina, distrito de Havlíčkův Brod.